# Tebain
Tebain (paramorfin) je opijatni alkaloid. Njegovi ime potiče od grč. Θῆβαι - Teba, drevni grad u gornjem Egiptu. Manjinski konstituent opijuma, tebain je hemijski sličan morfinu i kodeinu, ali ima stimulatorne umesto depresantskih efekata. On izaziva konvulzije slično strihninskom trovanju u većim dozama. Međutim veštački enantiomer (+)-tebain pokazuje analgetičko dejstvo, koje je posredovano putem opioidnih receptora. Tebain nema terapeutsku primenu, ali kao glavni alkaloid ekstrahovan iz Papaver bracteatum, on se konvertovuje u niz jedinjenja: oksikodon, oksimorfon, nalbufin, nalokson, naltrekson, buprenorfin i etorfin.

## Literatura
1. ↑  Joanne Wixon; Douglas Kell (2000). „Website Review: The Kyoto Encyclopedia of Genes and Genomes — KEGG”. Yeast. 17 (1): 48—55. doi:10.1002/(SICI)1097-0061(200004)17:1<48::AID-YEA2>3.0.CO;2-H.
2. ↑   уреди
3. ↑  Evan E. Bolton; Yanli Wang; Paul A. Thiessen; Stephen H. Bryant (2008). „Chapter 12 PubChem: Integrated Platform of Small Molecules and Biological Activities”. Annual Reports in Computational Chemistry. 4: 217—241. doi:10.1016/S1574-1400(08)00012-1.
4. ↑  Mikus G, Somogyi AA, Bochner F, Eichelbaum M (1991). „Thebaine O-demethylation to oripavine: genetic differences between two rat strains”. Xenobiotica. 21 (11): 1501—9. PMID 1763524.
5. ↑  Aceto MD, Harris LS, Abood ME, Rice KC (1999 Jan 22). „Stereoselective mu- and delta-opioid receptor-related antinociception and binding with (+)-thebaine”. European Journal of Pharmacology. 365 ((2-3)): 143—7. PMID 9988096. Проверите вредност парамет(а)ра за датум: |date= (помоћ)

|  | Molimo Vas, obratite pažnju na važno upozorenje u vezi sa temama iz oblasti medicine (zdravlja). |